# Sojopuro
Sojopuro is een bestuurslaag in het regentschap Wonosobo van de provincie Midden-Java, Indonesië. Sojopuro telt 2285 inwoners (volkstelling 2010).